# Kačja kocka
Kačja kocka je mehanska uganka, sestavljena iz 27 malih kock, ki so povezane z elastiko, ki gre skozi kocke. Cilj uganke je zložiti male kocke v večjo kocko velikosti 3 × 3 × 3. Obstaja več različic te uganke.